# 孙隆 (明朝宦官)
孙隆（？—？），字东瀛，明朝万历朝司礼监太监。

## 生平
张居正担任首辅时，孙隆任司礼太监。孙隆后来被明神宗派到苏杭任织造太监，并兼任税监。孙隆加紧对百姓的搜刮。万历十七年（1589年），孙隆斥巨资修筑杭州西湖白沙堤并重建望湖亭，重修了灵隐寺、湖心亭、静慈寺、烟霞洞、龙井、片云亭、三茅观、十锦塘等古迹。主持刻书《通鉴总类》、《中鉴录》等书，主持制墨，造“清谨堂墨”。万历二十八年（1600年）三月，孙隆进奉银三万两。万历二十九年（1601年）五月上旬，孙隆从杭州到苏州，核查征收五关之税，加重捐税。六月初三日，机户被迫停工，织工失业。葛贤率领众人，击毙孙隆属下黄建节，包围税监衙门，要求停税。孙隆逃到杭州。七月至十一月，进奉银三万一千两。万历三十年（1602年）四月至六月，进奉银三万两，各项袍缎四千四百匹，土特产二十箱，八月至十一月，又进奉盐课银一万三千两，税银两万两。万历三十一年（1603年）四月至六月，进奉盐税银一万三千两。万历三十四年（1606年），进奉税银一万二千六百两，丝三千三百四十匹。